# Alexander Langer
Alexander Langer (Vipiteno, 22 febbraio 1946 – Firenze, 3 luglio 1995) è stato un politico, saggista, giornalista ambientalista e pacifista italiano.
Di formazione cattolico-sociale, esponente poi dell'organizzazione comunista Lotta Continua, ne diresse anche l'omonimo quotidiano. Fu tra i fondatori del partito dei Verdi italiani e uno dei leader del movimento verde europeo. È stato promotore di numerosissime iniziative per la pace, la convivenza, i diritti umani, contro la manipolazione genetica e per la difesa dell'ambiente.
Le principali tematiche al centro della sua attenzione intellettuale e del suo agire politico furono la situazione dell'Alto Adige e in particolare il rapporto tra le diverse comunità linguistiche (noto fu il suo rifiuto, come germanofono altoatesino, di identificarsi politicamente con un'etnia, nonché la sua opposizione all'etnonazionalismo); le problematiche internazionali, come il rapporto tra nord e sud del mondo, la situazione dei paesi dell'Europa dell'est e i problemi di convivenza nelle aree di crisi; gli interrogativi sul senso e la dinamica dell'integrazione europea; la lotta contro la guerra e in favore della conciliazione.

## Biografia
Langer nacque in una famiglia borghese, laica e liberale. Il padre era un medico viennese, fuggito dall'Austria perché ebreo, la madre una farmacista tirolese. Durante la seconda guerra mondiale la madre si oppose all'adesione al governo nazista, per poi essere eletta nel dopoguerra al consiglio comunale di Vipiteno, come indipendente nella lista della Südtiroler Volkspartei.

### Ricerca del dialogo interetnico
Nonostante le tensioni tra la comunità linguistica italiana e quella tedesca in Alto Adige, il clima che si respirava in casa Langer era molto tollerante: i genitori frequentavano amici italiani e volevano che i figli conoscessero bene entrambe le lingue, così Langer frequentò un asilo italiano. Langer si trasferì a Bolzano per frequentare le scuole medie e il liceo classico in lingua tedesca presso i francescani, visse presso parenti in un quartiere prevalentemente italiano.
La tendenza a interrogarsi sull'appartenenza comunitaria e sul rapporto tra culture diverse lo spinse a diciotto anni a creare, insieme ad altri amici, un gruppo di studio e una rivista comprendenti ragazzi di lingua madre tedesca, italiana e ladina. Si confrontavano tra loro superando gli stereotipi e sperimentando un ideale di convivenza. Tale esperienza segnò profondamente il giovane Langer che, anche molti anni dopo, ne farà un fulcro della propria azione pacifista: «quando mi trovo di fronte ad un conflitto di natura etnica, mi metto per prima cosa a vedere se esiste qualche gruppo che riesca a riunire al proprio interno persone dell'uno e dell'altro schieramento [...] L'esperienza di un gruppo interetnico, o se volete del gruppo pilota che accetta di sperimentare su di sé le possibilità e i limiti, i problemi della convivenza interetnica, per me rimane una cosa assolutamente determinante».
L'inesauribile ricerca di relazioni volta a costruire ponti per superare la conflittualità fu un principio guida della vita stessa di Langer. Nel 1981 e nel 1991 Langer rifiutò di dichiarare la propria appartenenza al censimento etnico opponendosi alla divisione etnica delle due comunità e all'indipendentismo sudtirolese di movimenti come l'Union für Südtirol.

### Militanza in Lotta Continua
Da giovane cattolico, Langer espresse l'intenzione di consacrare religiosamente la sua vita, ma fu dissuaso dall'opposizione dei genitori. Si laureò in giurisprudenza presso l'Università di Firenze. Negli anni degli studi universitari conobbe don Lorenzo Milani e don Ernesto Balducci e militò nella Federazione Universitaria Cattolica Italiana. Negli anni settanta militò in Lotta Continua, lavorando presso l'omonimo giornale e in Germania, cercando contatti con la realtà tedesca e in particolare con gli emigrati italiani. Strinse una duratura amicizia con uno dei leader di LC, Adriano Sofri. Terminata l'esperienza di Lotta Continua, Langer tornò a Bolzano.

### La fondazione di Neue Linke/Nuova Sinistra

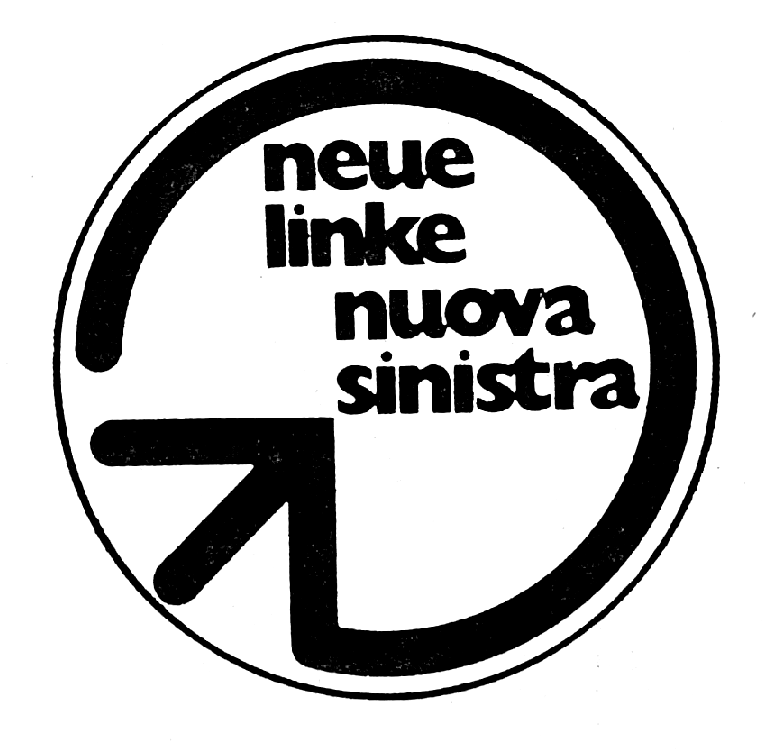
Logo di Neue Linke/Nuova Sinistra

Fondamentale e innovativo fu il contributo dato da Langer alle tematiche interetniche e al movimento ambientalista. Nel 1978 fu il fondatore della lista Neue Linke - Nuova Sinistra, che ottenne 2 seggi alle elezioni regionali in Trentino-Alto Adige di quell'anno.
Langer fece parte del consiglio provinciale della Provincia autonoma di Bolzano e del consiglio regionale del Trentino-Alto Adige dal 1978 al 1989.
Il suo tentativo di dare un senso vero e attuale a parole come “conservazione”, “progresso”, “identità”, “tolleranza” lo portò spesso su posizioni non convenzionali, talvolta in contrasto con quelle delle sinistre.

### L'adesione ai Verdi e l'elezione al Parlamento europeo

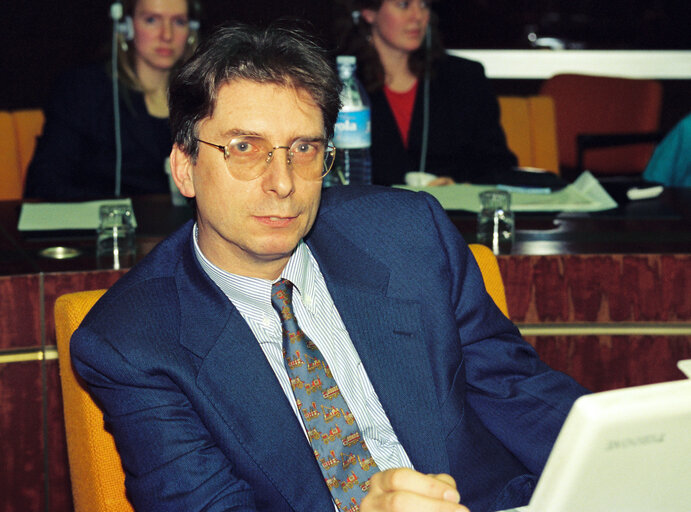
Alexander Langer durante una riunione dei Verdi

Negli anni ottanta fu uno dei fondatori del movimento politico della Federazione dei Verdi (nato dalla fusione delle Liste Verdi e dei Verdi Arcobaleno) in Italia ed in Europa. Langer fu anche membro, con l'amico Reinhold Messner, dei Verdi del Sudtirolo/Alto Adige.
Nella primavera del 1985, in occasione dell'apertura dell'assemblea nazionale dei "verdi" italiani a Firenze, Langer dichiarò esplicitamente che gli ecologisti "non sono né di destra né di sinistra".
Nel 1989 fu eletto per la prima volta al Parlamento europeo e divenne il primo presidente del gruppo parlamentare dei Verdi. Fu rieletto nel 1994.
Il distacco dalla Chiesa non pose termine alla voglia di Langer di un dialogo con i cattolici e al suo interesse per il sacro. Il 14 aprile 1987, insieme ad altri ecologisti, presentò una dichiarazione di approvazione del documento della Congregazione per la dottrina della fede sui problemi morali connessi alla fecondazione artificiale e alla sperimentazione su embrioni noto come documento Ratzinger. Tale dichiarazione fu fortemente contestata da alcune giornaliste del Manifesto. Il 7 maggio dello stesso anno Langer precisò che la dichiarazione non era un appoggio incondizionato ai contenuti del documento e non voleva in alcun modo entrare nel tema della fecondazione artificiale, ma era un apprezzamento limitato ai temi della manipolazione genetica e della vivisezione.

### Conversione ecologica e stile di vita
Alexander Langer è stato l'ideatore della "Fiera delle Utopie Concrete" che si svolge ogni anno a Città di Castello presentando esperienze e soluzioni di conversione ecologica dell'economia e della società attraverso iniziative permanenti e periodiche. Il concetto di conversione ecologica è centrale nel pensiero di Langer e intende sia lo stile di vita individuale, sia la trasformazione della società. Egli lanciò il motto (ispirato di contrario al motto olimpico Citius, altius, fortius ossia "più velocemente, più in alto, più forte") Lentius, profundius, suavius ("più lentamente, più profondamente, più dolcemente"). Nel 2015 Marco Boato ha definito l'ecologismo di Langer come una delle ispirazioni dell'enciclica Laudato si' di papa Francesco.

### Impegno per la pace nell'ex Jugoslavia
Langer dedicò negli ultimi anni della sua vita un particolare impegno alle ragioni della pace nei territori dell'ex-Jugoslavia, segnati dalla guerra. Per far cessare il conflitto propose l'intervento della comunità internazionale tramite una forza dell'ONU. Visitò diverse volte i territori bosniaci e il Kosovo. Nel 1994 egli introdusse per la prima volta al Parlamento Europeo l'idea di costituire un Corpo Civile di Pace Europeo per gestire, trasformare, prevenire i conflitti senza l'uso della violenza o delle armi.

#### Gli ultimi tempi e il suicidio nel 1995
(Adriano Sofri, commemorazione di Langer al Parlamento europeo, luglio 1995)
Nel maggio 1995 Langer si candidò a sindaco di Bolzano, ma la sua candidatura fu respinta a causa del suo nuovo rifiuto di dichiarare la propria appartenenza etnica nel censimento.
In seguito alla strage di Tuzla, uno degli eventi dell'escalation della violenza serba sui bosniaci (un bombardamento di civili che uccise 71 giovani) che sarebbero culminati nel massacro di Srebrenica di 8.000 bosgnacchi a opera delle milizie di Ratko Mladić, avvenuto alcuni giorni dopo la morte di Langer, nonostante fosse un convinto pacifista e nonviolento chiese in alcuni articoli "l´intervento internazionale armato", definendo i caschi blu "ostaggi dileggiati", e chiedendo di inviare soldati per "fermare l´aggressione", "proteggere le vittime", "punire i colpevoli", e impedire che "la conquista etnica con la forza delle armi torni a essere legge in Europa".
Questi interventi gli alienarono la considerazione di ex compagni di lotta, come i Verdi, accentuando la sua sensazione di solitudine e sconfitta. Un altro evento che gli aveva provocato sconforto fu la morte della sua amica Petra Kelly (una dei promotori dei Verdi tedeschi), deceduta in un atto di omicidio-suicidio ad opera del compagno Gert Bastian, per cui scrisse un necrologio nel 1992.

Il 26 giugno 1995 Langer partecipò a Cannes alle proteste contro l'inerzia dell'Europa di fronte alla guerra nei Balcani e lo stesso giorno scrisse il suo ultimo articolo, sempre sulla Bosnia, intitolato L'Europa muore o rinasce a Sarajevo. Sconvolto dal dramma della guerra, sofferente di asma e depressione, il 3 luglio 1995 Langer si tolse la vita a Pian dei Giullari, nei pressi di Firenze, impiccandosi a un albero di albicocco; ai familiari e agli amici lasciò tre biglietti, di cui uno scritto in tedesco agli amici, che spiegava il gesto e citava anche una frase dal vangelo di Matteo:
Gli altri due brevi biglietti erano in italiano e citavano la moglie Valeria Malcontenti (sposata nel 1985), a cui l'ultimo era indirizzato direttamente: «Perdonatemi tutti e vogliate bene a Valeria» e «Valeria, amata più di quanto tu non voglia credere, non ce la faccio più. Perdonami e cerca una nuova spinta di vita. Ti abbraccio proprio forte». Alexander Langer è sepolto nel piccolo cimitero di Telves, accanto ai suoi genitori.

## Onorificenze e dediche

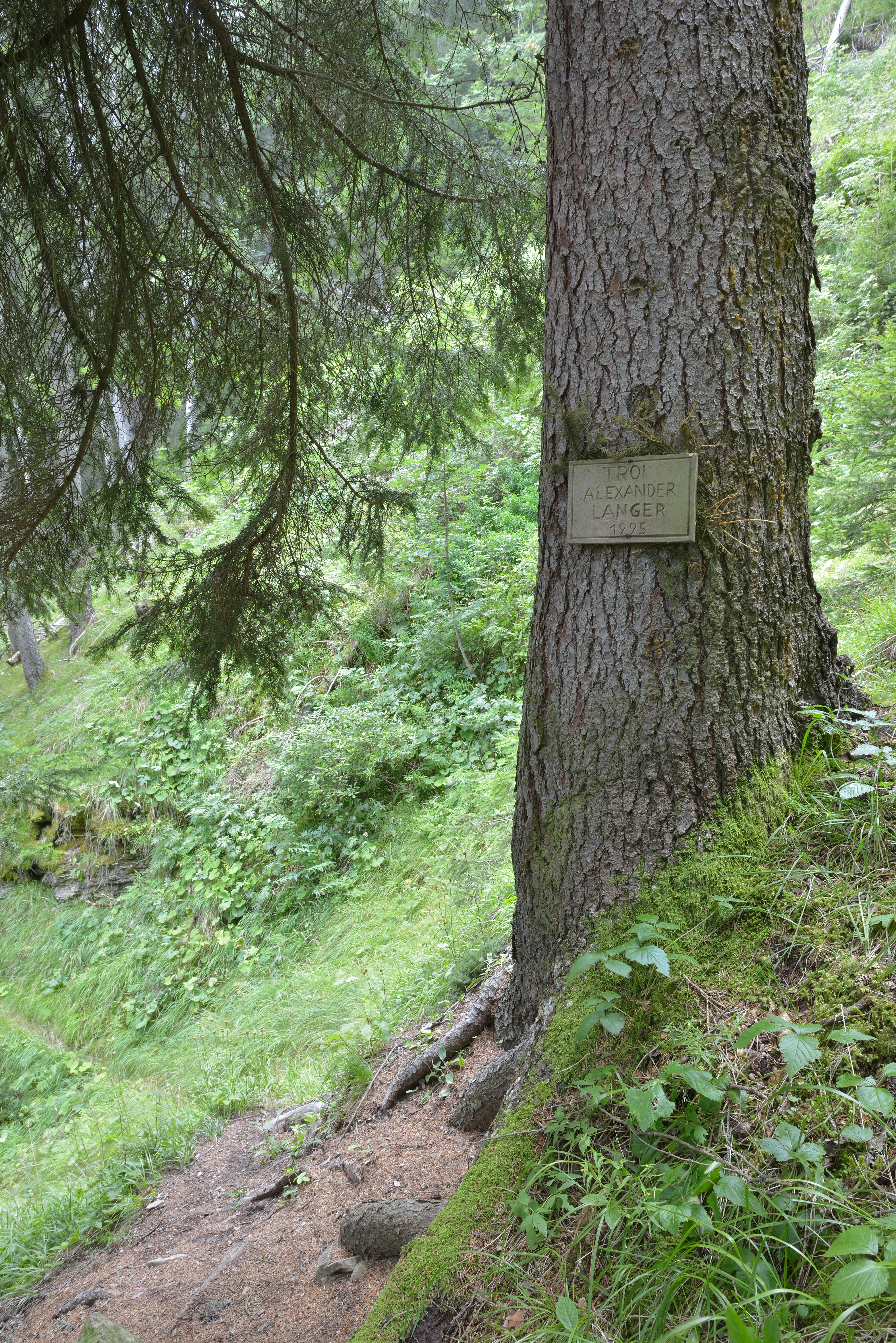
Il sentiero "Alexander Langer" che porta alla cascata Pisciadoi de Pedroc in Val Gardena.

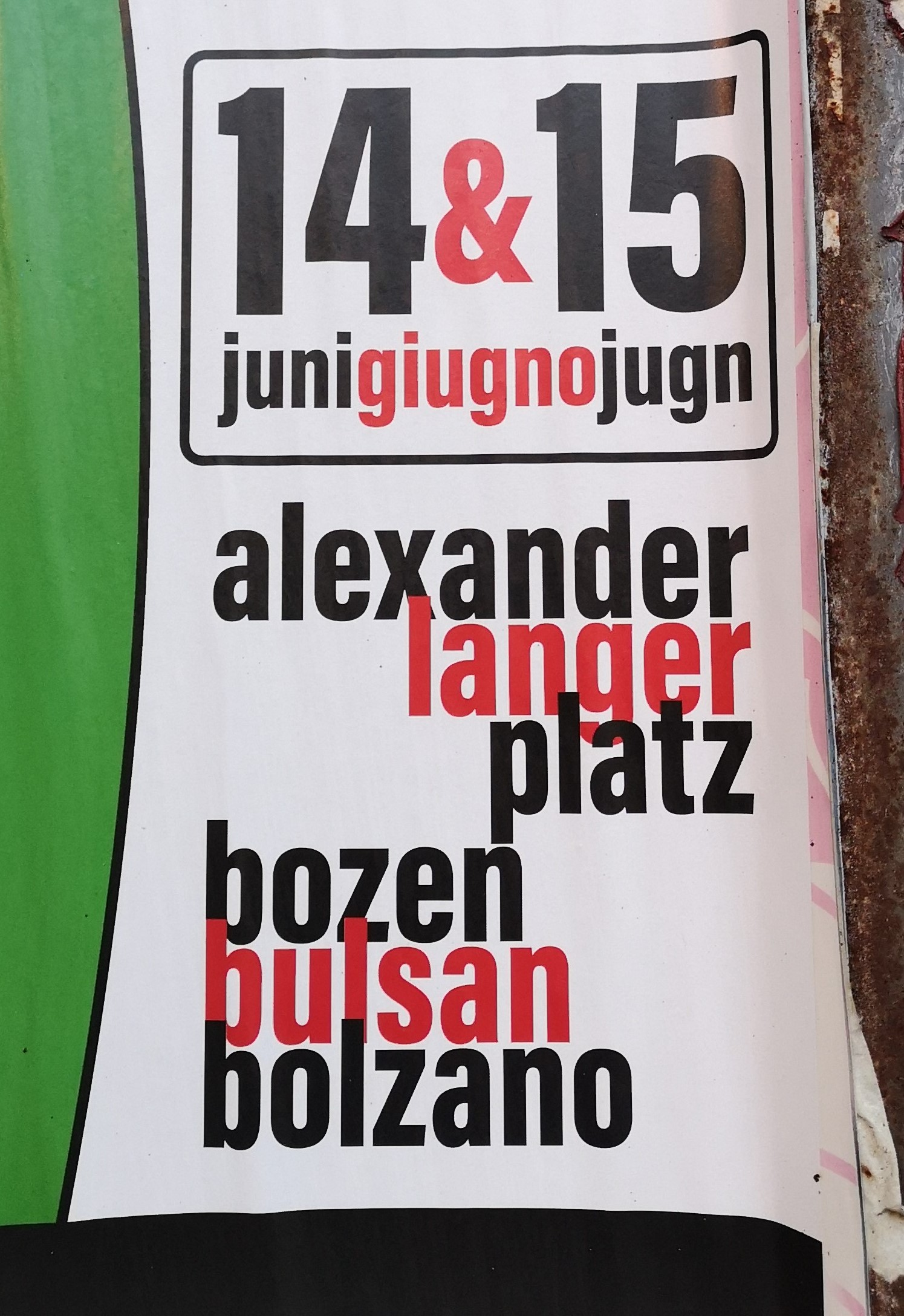
L'area dedicata a Bolzano, presso il fiume Talvera, ad Alexander Langer, su un manifesto

Il 22 febbraio 2021, per il Settantacinquesimo anniversario della nascita, il Consiglio Comunale di Sarajevo gli ha conferito la Cittadinanza Onoraria postuma per il suo impegno per la promozione della pace e della riconciliazione in Bosnia Erzegovina e soprattutto a difesa della città di Sarajevo durante la guerra del 1992-1995.
(Grazia Francescato)
 Nel 2006 il Comune di Vipiteno ha dedicato ad Alexander Langer la piazza sulla quale si affaccia la sede principale dell'Istituto Pluricomprensivo Vipiteno Alta Val d’Isarco (in ted. Schulzentrum Alexander Langer); successivamente l'intero polo scolastico di Vipiteno è stato a lui dedicato, andando a sostituire, nel 2015, le vecchie denominazioni di scuola elementare "Don Milani", scuola media "G. Pascoli" e Liceo "P. M. Virgilio".
- Nel 2014 il comune di Bolzano ha costruito nel quartiere Firmian una nuova scuola elementare intitolata ad Alexander Langer. Questa scuola ha la particolarità di avere classi per madrelingua sia italiani, sia tedeschi.
- Il 3 ottobre 2024 è stata intitolata una targa ad Alexander Langer presso il Giardino dei Giusti nell'isola di Lampedusa
- Il Comune di Brentonico ha intitolato ad Alex Langer nel 1996 il proprio "Centro Culturale/Biblioteca Comunale"
- Nel 1996 gli è stato conferito il Premio Nazionale Cultura della Pace alla memoria[21]
- Il Comune di Saviore dell'Adamello ospita la casa degli Amici della Natura - Alexander Langer
- Il Comune di Cesano Maderno ospita l'Oasi Lipu - Centro Alex Langer[22]
- Parchi intitolati a Langer:
  - Nel comune di Monte Urano, in provincia di Fermo, c'è il parco fluviale "Alex Langer"
  - Il comune di Città di Castello (provincia di Perugia) gli ha intitolato il parco ex ansa del Tevere
  - Le città di Rovigo, Cesena, Trento e Genova hanno un parco intitolato ad Alexander Langer
  - Il comune di Pavia ha intitolato nel 2017 un parco ad Alex Langer alla presenza del fratello[23] che per alcuni anni ha esercitato la professione di medico nella medesima città
  - Il comune di Parma ha intitolato nel 2021 un giardino in zona Sidoli ad Alex Langer[24]
  - Il comune di Trento ha intitolato un giardino dedicato a Langer tra i rioni Clarina, Viale Verona e Lungofersina.
- Strade intitolate a Langer:
  - A lui è dedicata la pista ciclabile che costeggia il torrente Leno, a Rovereto
  - Il comune di Torino gli ha intitolato nel 2008 una passerella ciclopedonale sulla nuova pista ciclabile che unisce Torino a San Mauro Torinese, sulla sponda destra del fiume Po[25]
  - Il comune di Milano gli ha intitolato nel 2019 una passerella pedonale realizzata in occasione di Expo sulla Darsena rinnovata, per collegare viale Gorizia a viale D'Annunzio[26]
  - Il Comune di Carpi gli ha intitolato ad aprile 2016, la pista ciclabile di collegamento con la stazione ferroviaria, al centro storico cittadino.[27]
  - Il comune di Amelia gli ha intitolato una strada
  - Il comune di Brescia gli ha intitolato una strada sul colle Cidneo
  - A Bologna, nella zona della Bolognina, gli è stata intitolata una rotonda
  - Nel parco Villa Torlonia, a Roma, gli è stato intitolato un vialetto
- Ponti intitolati a Langer: 
  - A Bolzano gli è stata intitolato nel 2021 un ponte pedociclabile.[28] Anche una vasta area all'interno dei prati del Talvera (Talferwiesen) porta il nome di piazza Alexander Langer-Platz, senza che sia mai stato ufficializzato.
  - A Ferrara gli è stata intitolata nel 2016 una passerella ciclo pedonale[29]
  - A Firenze gli è stato intitolata nel 2021 una passerella ciclo pedonale[30]
  - A Milano gli è stato intitolato nel 2019 il ponte pedonale sulla Darsena[31]
- Il compositore italiano Giovanni Verrando ha dedicato a Langer un'opera dal titolo Alex Brücke Langer, andata in scena per la prima volta al Teatro Comunale di Bolzano il 24 aprile 2003 con la regia di Yoshi Oida
- Nel 2010 il cantautore Massimo Priviero gli ha dedicato una canzone, intitolata Splenda il sole, pubblicata come inedito nel disco Rolling Live[32]
- Nel 2019 il Comune di Riva del Garda ha intitolato a Alexander Langer la nuova sala conferenze costruita ex novo dove si trovava la sala ex biblioteca, in viale Damiano Chiesa.[33]

## Scritti
- Vie di pace. Rapporto dall'Europa, Arcobaleno, Trento, 1992
- La scelta della convivenza, Edizioni e/o, Roma 1995
- Il viaggiatore leggero. Scritti 1961-1995, Sellerio, Palermo 1996
- Scritti sul Sudtirolo, AlphaΒ, Bolzano 1996
- Die Mehrheit der Minderheiten, Wagenbach, Berlin 1996
- Più lenti, più dolci, più profondi, suppl. a "Notizie Verdi", Roma 1998
- Il viaggiatore leggero, ed. Sellerio 2003 (4ª ed.), a cura di Edi Rabini
- The Importance of Mediators, Bridge Builders, Wall Vaulters and Frontier Crossers, ed. Una Città, 2005, a cura della Fondazione Alexander Langer
- Lettere dall'Italia, introduzione e cura di Clemente Manenti, postfazioni di Fabio Levi e Anna Bravo, Milano, Editoriale Diario e Fondazione Alexander Langer, 2005, SBN USM1441433.
- Fare la Pace – Scritti su Azione Nonviolenta 1984-1995, coedizione Cierre – Movimento Nonviolento, Verona 2005, a cura di Massimo Valpiana
- Una vita più semplice. Biografia e parole di Alexander Langer, Altreconomia, 2005, con una biografia curata da Giulia Allegrini, l'introduzione di Giuseppina Ciuffreda, una postfazione di Gianni Tamino e un'intervista di Adriano Sofri
- Non per il potere, a cura di Federico Faloppa, Chiarelettere, Milano 2012